# Lecanora
Lecanora és un gènere de líquens.:279 Els membres d'aquest gènere tenen discs fructífers (apotecis) aproximadament circulars.
Es troben dins la família Lecanoraceae al subordre Lecanorineae.

## Taxonomia
- Lecanora campestris (Schaer.) Hue 1888
- Lecanora conizaeoides Nyl. ex Cromb. 1885[6]
- Lecanora gangaleoides, Nyl. 1872
- Lecanora grantii, H. Magn. 1932
- Lecanora helicopis, (Wahlenb. ex Ach.) Ach. 1814
- Lecanora poliophaea, (Wahlenb.) Ach. 1810
- Lecanora rupicola, (L.) Zahlbr. 1928
- Lecanora straminea, Wahlenb. ex Ach.
- Lecanora usneicola, Etayo, 2006

## Galeria

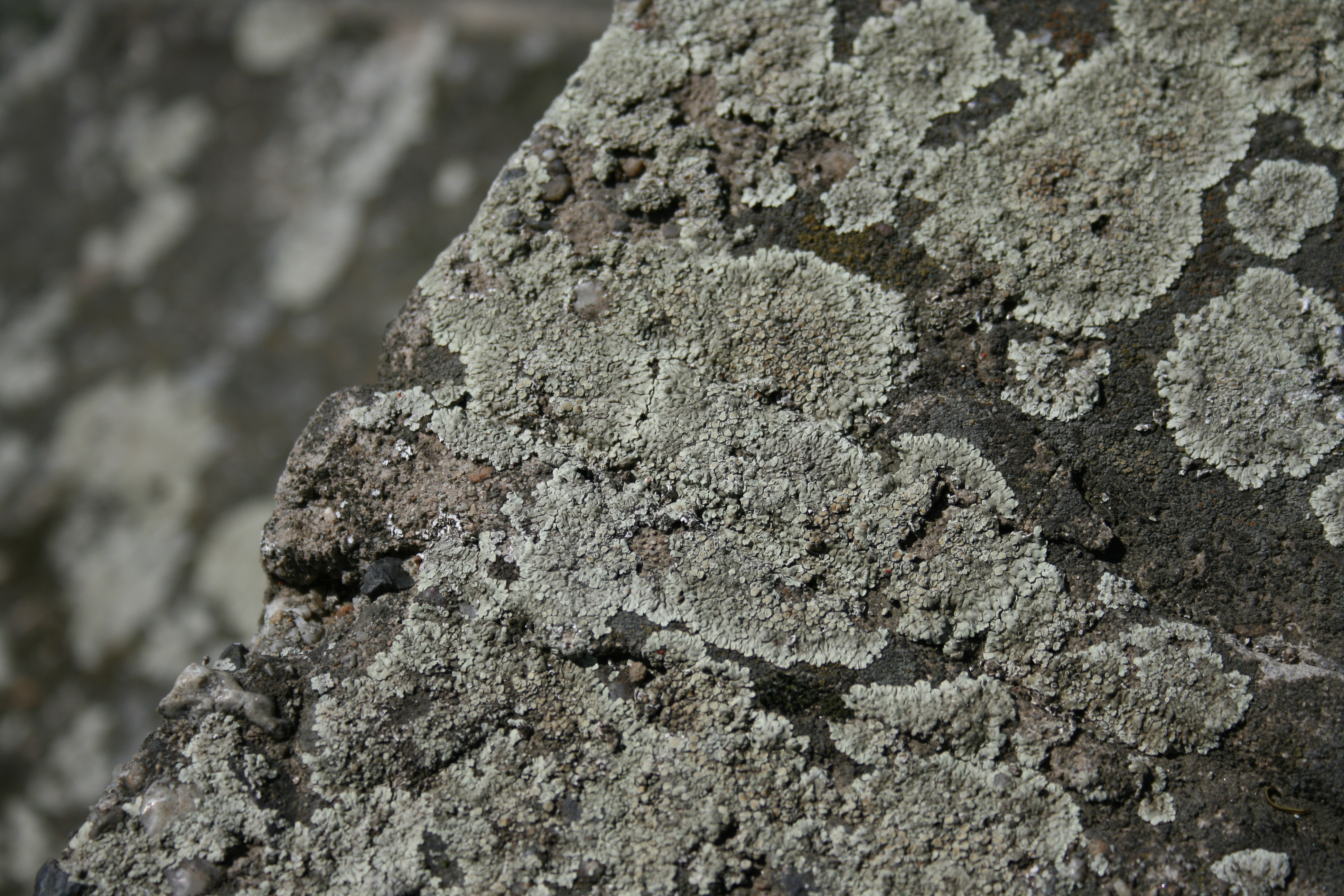
Lecanora cf. muralis a Timisoara
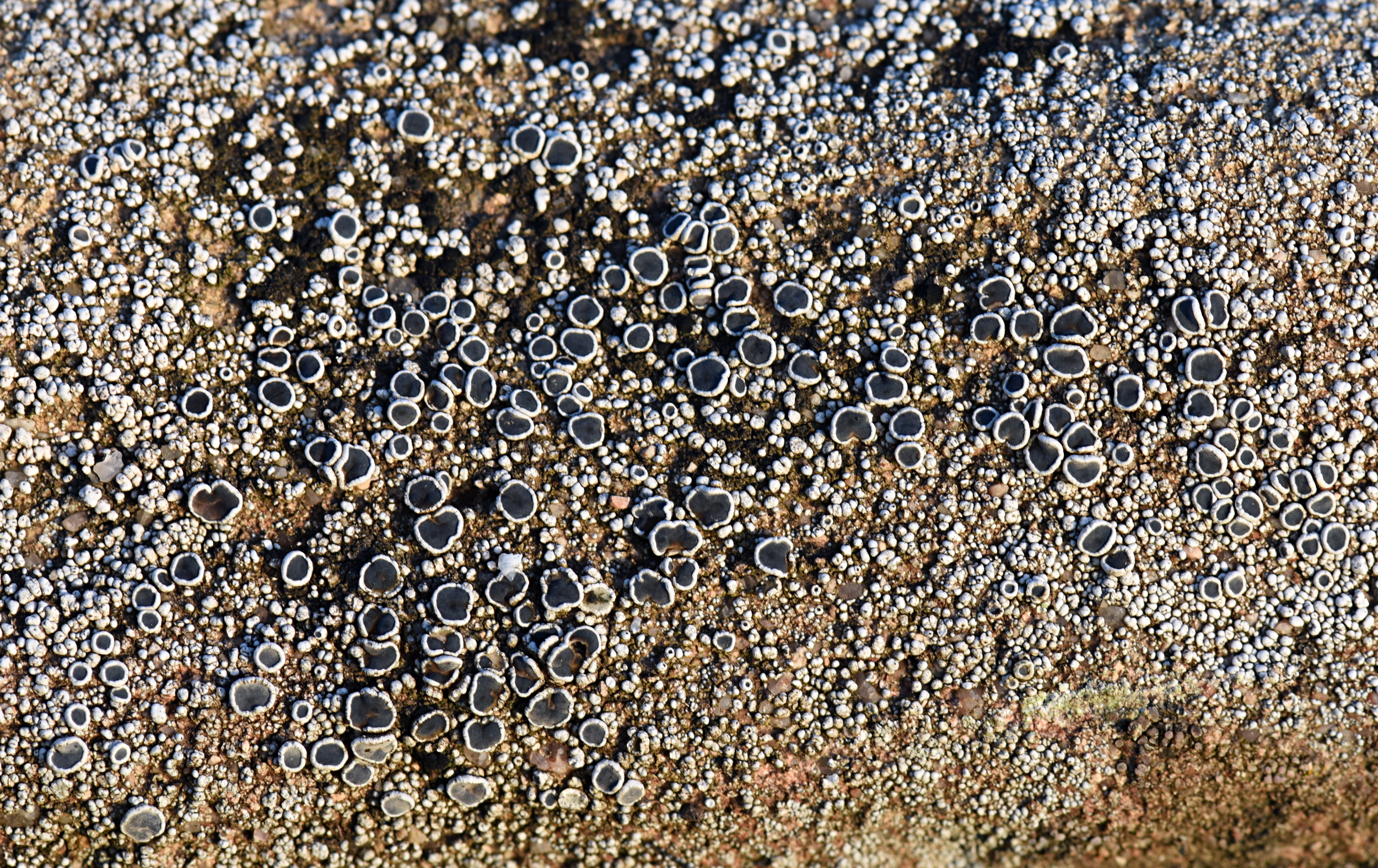
Lecanora a Califòrnia